# Pentti Hietanen (Pianist)
Pentti Olavi Hietanen (* 10. Januar 1937) ist ein finnischer Jazzmusiker (Piano,  auch E-Piano, Orgel, Taschentrompete).
Hietanen spielte ab den frühen 1960er-Jahren im Quintett/Sextett des Schlagzeugers Christian „Chriss“ Schwindt, mit dem auch erste Aufnahmen entstanden. 1968 nahm Hietanen zwei Titel unter eigenem Namen auf; in seiner Band spielten Kaj Backlund (Trompete), Ilkka Karumo (Altsaxophon), Stanley Lindroos (Tenorsaxophon), Seppo Paakkunainen, Teppo Hauta-aho (Bass) und Esko Rosnell (Schlagzeug). Im selben Jahr trat er als Mitglied des Eero Koivistoinen Quartet auf dem Newport Jazz Festival auf; zu hören war er auch auf Koivistoinens LP Odysseus. In den 1970er-Jahren arbeitete er als Pianist und Keyboarder u. a. mit dem Sänger Eero Raittinen, Ted Curson, der Eero Koivistoinen Music Society und mit Charlie Mariano. 1974 nahm er erneut unter eigenem Namen auf, 1976 entstand noch ein Rundfunkmitschnitt von einem Duoauftritt Hietanens mit dem Bassisten Teppo Hauta-aho. Im Bereich des Jazz war er laut Tom Lord zwischen 1963 und 1976 an zwölf Aufnahmesessions beteiligt.
Der Pianist ist nicht mit dem gleichnamigen Sänger zu verwechseln.

## Diskographische Hinweise
- Ted Curson: Ode to Booker Ervin (Columbia, 1970), mit Eero Koivistoinen, Pentti Hietanen (p,el-p), Pekka Sarmanto, Reino Laine
- Pentti Hietanen & Teppo Hauta-aho Duo, Wasama Quartet: Jazz Liisa 08Jazz Liisa Live in Studio 07/08 (Svart Records, ed. 2016)
- Pentti Hietanen Sextet: Jazz Liisa Bonus 2 (Jazz Liisa, 1974, ed. 2020), mit Markku Johansson, Teuvo Siikasaari, Sakari Kukko, Sakari Kukko, Pekka Sarmanto, Reino „Reiska“ Laine